# Slittino ai XXIV Giochi olimpici invernali
Le gare di slittino ai XXIV Giochi olimpici invernali di Pechino in Cina si sono svolte dal 5 al 10 febbraio 2022 sulla pista del National Sliding Centre nella Contea di Yanqing. Sono state disputate quattro competizioni: singolo uomini e singolo donne, doppio e gara a squadre.

## Qualificazioni
Il sistema di qualificazione adottato dal comitato olimpico e dalla federazione internazionale si basò sulla classifica di Coppa del Mondo della stagione olimpica tenendo in considerazione i migliori quattro risultati ottenuti nei primi sette appuntamenti del circuito internazionale, vale a dire fino al 9 gennaio 2022, e non conteggiando a questo fine le gare sprint; La Cina, in qualità di paese ospitante, ebbe il diritto di prendere parte a tutte le competizioni in programma. Furono così ammessi a partecipare 35 uomini e 35 donne nel singolo e 18 equipaggi nel doppio, per un totale 106 di atleti in rappresentanza di 26 differenti paesi; ogni comitato nazionale poté prendere parte alle competizioni con un massimo di tre singolaristi negli uomini e tre nelle donne e di due doppi. Le 14 nazioni in grado di qualificarsi in ognuna di queste tre specialità ebbero la possibilità di partecipare alla prova a squadre.

## Calendario gare
| Slittino ai XXIV Giochi olimpici invernali | Slittino ai XXIV Giochi olimpici invernali | Slittino ai XXIV Giochi olimpici invernali | Slittino ai XXIV Giochi olimpici invernali | Slittino ai XXIV Giochi olimpici invernali | Slittino ai XXIV Giochi olimpici invernali | Slittino ai XXIV Giochi olimpici invernali | Slittino ai XXIV Giochi olimpici invernali |
| Febbraio 2022                              | 5                                          | 6                                          | 7                                          | 8                                          | 9                                          | 10                                         | Totale                                     |
| ------------------------------------------ | ------------------------------------------ | ------------------------------------------ | ------------------------------------------ | ------------------------------------------ | ------------------------------------------ | ------------------------------------------ | ------------------------------------------ |
| Uomini                                     | 1ª e 2ª manche singolo                     | 3ª e 4ª manche singolo                     |                                            |                                            |                                            |                                            | 1                                          |
| Donne                                      |                                            |                                            | 1ª e 2ª manche singolo                     | 3ª e 4ª manche singolo                     |                                            |                                            | 1                                          |
| Open                                       |                                            |                                            |                                            |                                            | 1ª e 2ª manche doppio                      |                                            | 1                                          |
| Misti                                      |                                            |                                            |                                            |                                            |                                            | Gara a squadre                             | 1                                          |
| Totale                                     |                                            | 1                                          |                                            | 1                                          | 1                                          | 1                                          | 4                                          |

## Podi

### Uomini
| Evento             | Oro             | Tempo    | Argento        | Tempo    | Bronzo              | Tempo    |
| Singolo (dettagli) | Johannes Ludwig | 3'48"735 | Wolfgang Kindl | 3'48"895 | Dominik Fischnaller | 3'49"686 |

### Donne
| Evento             | Oro                  | Tempo    | Argento        | Tempo    | Bronzo           | Tempo    |
| Singolo (dettagli) | Natalie Geisenberger | 3'53"454 | Anna Berreiter | 3'53"947 | Tat'jana Ivanova | 3'54"507 |

### Open
| Evento            | Oro                               | Tempo    | Argento                              | Tempo    | Bronzo                            | Tempo    |
| Doppio (dettagli) | Germania Tobias Wendl Tobias Arlt | 1'56"554 | Germania Toni Eggert Sascha Benecken | 1'56"653 | Austria Thomas Steu Lorenz Koller | 1'57"065 |

### Misti
| Evento                    | Oro                                                                    | Tempo    | Argento                                                         | Tempo    | Bronzo                                                             | Tempo    |
| Gara a squadre (dettagli) | Germania Natalie Geisenberger Johannes Ludwig Tobias Arlt Tobias Wendl | 3'03"406 | Austria Madeleine Egle Wolfgang Kindl Thomas Steu Lorenz Koller | 3'03"486 | Lettonia Elīza Tīruma Kristers Aparjods Mārtiņš Bots Roberts Plūme | 3'04"354 |

## Medagliere
| Pos.   | Paese    | Oro | Argento | Bronzo | Totale |
| ------ | -------- | --- | ------- | ------ | ------ |
| 1      | Germania | 4   | 2       | 0      | 6      |
| 2      | Austria  | 0   | 2       | 1      | 3      |
| 3      | Italia   | 0   | 0       | 1      | 1      |
| 3      | Lettonia | 0   | 0       | 1      | 1      |
| 3      | ROC      | 0   | 0       | 1      | 1      |
| Totale | Totale   | 4   | 4       | 4      | 4      |